# André Manaranche
André Manaranche (Chatou, 8 de enero de 1927 - Lille, 12 de abril de 2020) fue un sacerdote, teólogo y escritor espiritual francés. 

## Biografía
Nacido en una familia campesina de Auvernia que se mudó a los suburbios de París, Manaranche se sintió llamado al sacerdocio desde el principio. Comenzó sus estudios en un seminario en Versalles y fue ordenado el 29 de junio de 1951. Luego fue enviado al Institut Catholique de Paris para estudios superiores, y defendió una tesis titulada Communauté et société dans l'Eglise, inspirada en las obras de Ernst Troeltsch. 
En 1960, Manaranche ingresó al noviciado jesuita en Saint-Martin-d'Ablois, y luego obtuvo su maestría en teología en la Facultad de Fourvière, inspirándolo a escribir Quel salut? Ese mismo año, publicó Y at-il une éthique sociale-chrétienne? El trabajo cuestionó si uno podía entrar en el Reino de Dios basado simplemente en la moral. Esto inspiró a Henri Desroche a escribir que esto podría conducir a una sociedad no atea. 
Luego recurrió a la teología dogmática y escapó de la cultura de Europa occidental. Se quedó en muchos países africanos de habla francesa, como Senegal, Níger, Benín, Burundi, Ruanda, Madagascar, Reunión, Mauricio, Marruecos y Argelia. Luego regresó a Francia en el Séminaire de Paray-le-Monial.
En 1986, Edmond Barbotin, asesor religioso francés de la Unión Internacional de Guías y Scouts de Europa, confió a Manaranche la capellanía de los Rover Scouts. Ayudó en la peregrinación anual a Vézelay, donde asistiría al Día de Todos los Santos. Permaneció en este puesto durante diez años. 
Debido a sus muchos trabajos religiosos, el lingüista Bernard Pottier expresó la importancia de los libros de Manaranche.
André Manaranche murió el 12 de abril de 2020 en Lille a la edad de 93 años debido a COVID-19 causado por el virus del SARS-CoV-2 durante la pandemia de enfermedad por coronavirus.

## Publicaciones
- L'Homme dans hijo univers (1966)
- Prêtres à la manière des apôtres (1967)
- Je crois en Jésus-Cristo aujourd'hui (1968)
- Y Un-t-il une éthique sociale chrétienne ? (1969)
- Quel salut ? (1969)
- Franc-parler vierte notre temps (1970)
- Un chemin de liberté (1971)
- Dieu vivant et vrai (1972)
- L'Existencia chrétienne (1973)
- L'Esprit et la Femme (1974)
- Ceci est mon Cuerpo (1975)
- Celui qui vient (1976)
- L'Esprit de la loi (1977)
- Actitudes chrétiennes en politique (1978)
- Les Raisons de l'espérance (1979)
- Des noms Verter Dieu (1980)
- Le Prêtre, ce prophète (1982)
- Vierte nous les hommes, la Rédemption (1984)
- Le monothéisme chrétien (1985)
- Un Amor nommé Jésus (1986)
- Rue de l'Evangile (1987)
- Premiers pas dans l'amor (1988)
- En séparant le sable et l'eau… La création (1990)
- Adam, où es-tu ? (1991)
- J'aime mon Église (1992)
- Grâce à Dieu (1993)
- Vouloir et Anterior des prêtres (1994)
- Croyances ou Révélation (1996)
- Tiens la Ruta (1997)
- Cuestiones de Jeunes (1998)
- Jacques Sevin, une identité (1999)
- Déclin ou sursaut de la Foi (2002)
- Jacques Fesch. Du No-sens à la tendresse (2003)
- Dieu en Europa (2003)
- Prêtre. Genèse d'une réflexion (2009)
- Prefacio a Les yeux de la foi por Pierre Rousselot (2010)[7]